# Magescq
Magescq, tiếng occitan Magesc, là một xã, thuộc tỉnh Landes trong vùng Nouvelle-Aquitaine. Xã này có diện tích 77,12 km², dân số năm 2006 là 1619 người. Xã này nằm ở khu vực có độ cao trung bình 22 mét trên mực nước biển.

## Biến động dân số
| 1962                                         | 1968  | 1975  | 1982  | 1990  | 1999  | 2006  |
| -------------------------------------------- | ----- | ----- | ----- | ----- | ----- | ----- |
| 1 108                                        | 1 109 | 1 111 | 1 149 | 1 218 | 1 378 | 1 619 |
| Số liệu từ năm 1962, dân số không tính trùng |       |       |       |       |       |       |